# Bermudy na Letnich Igrzyskach Olimpijskich Młodzieży 2010
Bermudy na Letnich Igrzyskach Olimpijskich Młodzieży w Singapurze w 2010 reprezentowało 4 sportowców w 3 dyscyplinach.

## Skład kadry

### Lekkoatletyka

#### Chłopcy
| Zawodnicy    | Dyscyplina            | Kwalifikacja | Kwalifikacja | Finał | Finał   |
| Zawodnicy    | Dyscyplina            | Wynik        | Miejsce      | Wynik | Miejsce |
| ------------ | --------------------- | ------------ | ------------ | ----- | ------- |
| Jeneko Place | bieg na 200m chłopców | 21.76        | 5 Q          | 21.50 | 5       |

#### Dziewczyny
| Zawodniczki | Dyscyplina              | Kwalifikacja | Kwalifikacja | Finał   | Finał   |
| Zawodniczki | Dyscyplina              | Wynik        | Miejsce      | Wynik   | Miejsce |
| ----------- | ----------------------- | ------------ | ------------ | ------- | ------- |
| Taylor Bean | bieg na 1000m dziewcząt | 3:08.32      | 20 qB        | 3:11.46 | 25      |

### Żeglarstwo
| Zawodnik   | Dyscyplina | Wyścig | Wyścig | Wyścig | Wyścig | Wyścig | Wyścig | Wyścig | Wyścig | Wyścig | Wyścig | Wyścig | Wyścig | Punkty | Miejsce |
| Zawodnik   | Dyscyplina | 1      | 2      | 3      | 4      | 5      | 6      | 7      | 8      | 9      | 10     | 11     | M*     | Punkty | Miejsce |
| ---------- | ---------- | ------ | ------ | ------ | ------ | ------ | ------ | ------ | ------ | ------ | ------ | ------ | ------ | ------ | ------- |
| Owen Siese | Byte CII   | 18     | 2      | 2      | 11     | 12     | 8      | 8      | 6      | 9      | 4      | 11     | 13     | 74     | 6       |

### Triathlon
| Zawodnik  | Dyscyplina                   | Pływanie (1,5 km) | Trans 1 | Rower (40 km) | Trans 2 | Bieg (10 km) | Wynik      | Miejsce |
| --------- | ---------------------------- | ----------------- | ------- | ------------- | ------- | ------------ | ---------- | ------- |
| Ryan Gunn | sprint indywidualny chłopców | 10:37             | 0:31    | 32:07         | 0:22    | 20:52        | 1:04:29.34 | 31      |